# Bistum Girona
Das Bistum Girona (lateinisch Dioecesis Gerundensis, katalanisch Bisbat de Girona, spanisch Diócesis de Gerona) ist eine in Spanien gelegene römisch-katholische Diözese mit Sitz in Girona.

## Weblinks

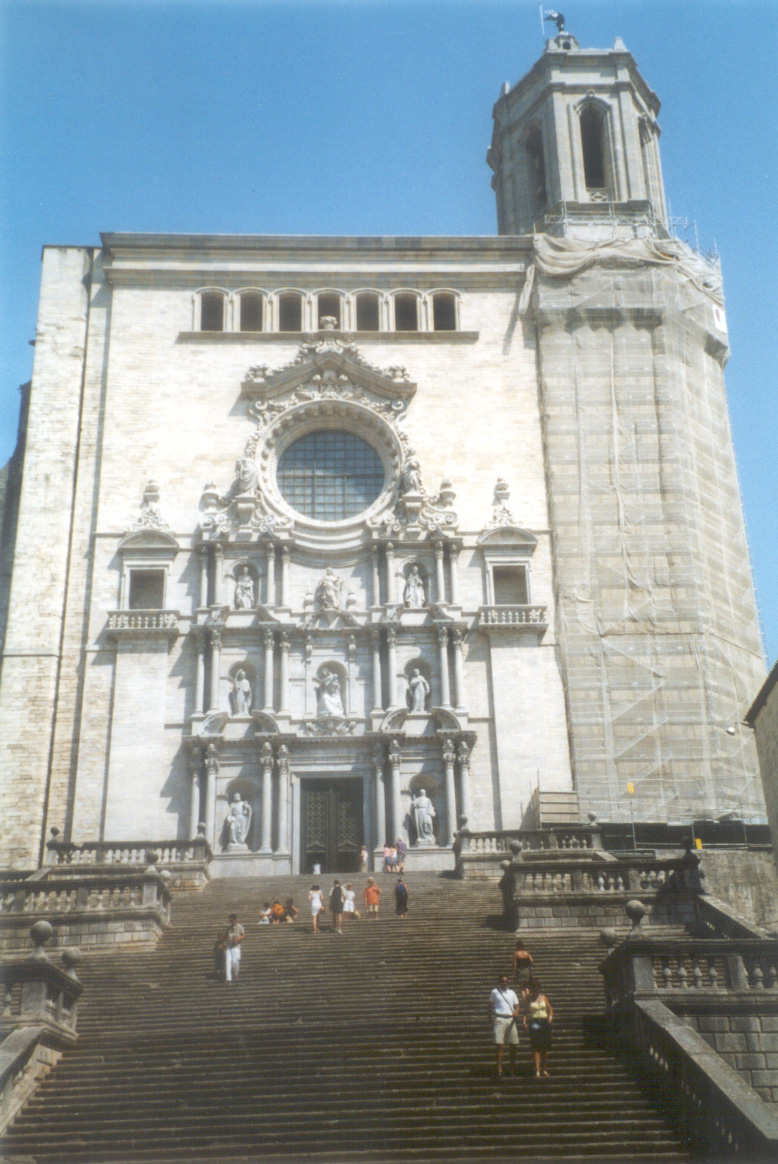
Kathedrale Santa Maria Mare de Déu in Girona

## Geschichte
Das Bistum Girona wurde im 4. Jahrhundert errichtet und dem Erzbistum Tarragona als Suffraganbistum unterstellt. Am 10. April 1992 wurde das Bistum Gerona in Bistum Girona umbenannt.